# Shesha Palihakkara
Shesha Palihakkara (* 1928; † 12. Juli 2009) war ein sri-lankischer Balletttänzer, Schauspieler, Filmregisseur und Filmproduzent.
Shesha Palihakkara wurde als Akrobat in dem Stück „Matalan“ bekannt. Sein erster großer Spielfilm war im Spielfilm Rekava von Lester James Peries, der bei den Internationalen Filmfestspielen von Cannes 1957 vorgestellt wurde. Er produzierte die Filme Getawarayo (1964), Sarawita und Ranmuthu Duwa (1962).
Sein Tanz wurde beeinflusst von Chitrasenas, dem Meistertänzer des Nationalballetts Sri Lankas; er unterrichtete zahlreiche bekannte Tänzer Sri Lankas.